# 温僖贵妃
温僖貴妃（1660年代1668年左右—1694年），鈕祜祿氏 ，滿洲鑲黃旗人。果毅公、領侍衛內大臣遏必隆之第三女，清朝康熙帝之貴妃，孝昭仁皇后之同母胞妹。

## 生平
溫僖貴妃的生母遏必隆側室舒舒覺羅氏，所以她即是康熙帝早逝的第二位皇后——孝昭仁皇后的同母胞妹。除孝昭仁皇后外，溫僖貴妃還有四個同母兄弟——法喀、顏珠、富保、殷德。考慮到孝昭仁皇后生於順治十六年，法喀生於康熙三年五月，顏珠生於康熙四年，富保生於康熙五年九月，殷德生於康熙九年，以及國喪等情況，當代研究者王冕森先生推測溫僖貴妃生於康熙七年（1668年）左右:249。
康熙十九年（1680年）十月，鈕祜祿氏和孝誠仁皇后之妹赫舍里氏同時嫁入宮中。十月十五日，內務府上奏詢問這兩位格格入宮後的待遇等級，康熙帝下旨稱：「一位格格給妃之等級，一位格格給貴格格之等級」。同日，相關部門上奏稱：「進內之兩格格，經太皇太后旨意，令由南大門入內。之後，經由何門入內」。得旨：「令由隆宗門、內右門入內」。十月十九日，兩位格格已經入宮，妃級之格格鈕祜祿氏入住永壽宮，而貴格格（即貴人）級之格格赫舍里氏則入住儲秀宮。當代研究者王冕森先生認為康熙帝安排孝誠仁皇后及孝昭仁皇后的胞妹入宮，既有維持八旗勳舊世家與宮廷婚姻關係的意義，亦可能是對兩位早逝皇后的一種余澤:250。
康熙二十年 (1681年) 十月二十五日，詔封為貴妃。十月三十日，內務府奏上新擬的後宮人員口分，檔案內稱：「貴妃處，每日豬肉二十七斤、鵝二只、雞三只、奶牛六頭」，正式確定貴妃此位分等級的口分，使其徹底與妃等級擺脫關聯:23。同年十二月二十日，正式冊封為貴妃。
康熙二十二年 (1683年) 十月十一日亥時，生皇十子奉恩輔國公胤䄉（即後來因黨附允禩而被雍正帝革爵圈禁之敦郡王）。康熙二十四年 (1685年) 九月二十七日申時，生皇十一女（康熙二十五年五月夭折）。
康熙三十三年（1694年）十一月初一日，貴妃病重，十一月初三日辰時去世。同日，康熙帝諭內閣大學士伊桑阿等曰：「朕觀明朝實錄，貴妃有謚二字者，有謚四字者。今貴妃已薨，與謚應用幾字，與謚時當行何禮，爾衙門會同禮部一並議奏」。十一月初四日，內閣及禮部查得應行典禮，並且擬得二字謚四條、四字謚四條之後，開寫折子交與奏事敦住轉奏。康熙帝下旨稱：「依議，著追謚溫僖」。十一月初五日，臨時置棺於城東花園，十一月十三日，在殯宮舉行冊謚禮。
温僖貴妃的謚號在滿文中寫作「nemgiyen ginggun」，意為「温和恭敬」:250。綜合《清實錄》錄入的貴妃冊文和《皇朝文典》的溫僖貴妃冊謚文，可知溫僖貴妃是個賢淑聰明的女子，敬仰和信服著經書所載的教誨，「早持躬於禮法，四德偕臧」，因而在掖庭中獲得尊崇的褒獎和聲譽。由「坤教主乎治內、允資輔翼之賢」等句亦顯示出聖祖對她的期望。
康熙三十四年 (1695年) 九月初八日，奉安景陵妃園寢。2015年10月31日，貴妃墓被盜。

## 家世
康熙帝溫僖貴妃出自索和濟巴顏系鈕祜祿氏，是皇太極元妃的親侄女。她的父親遏必隆是弘毅公額亦都的幼子，在清初幼子繼承的習慣下，成為弘毅公家族的大宗嫡流。在康熙帝即位之前，遏必隆已為一等公爵，並擔任議政大臣、領侍衛內大臣，位極人臣，後來在康熙十二年病故:235。
根據《開國佐運功臣弘毅公家譜》的記載，遏必隆先後有四位妻妾。第一位是努爾哈赤第十二子和碩英親王阿濟格的第一女郡主，這位郡主在天聰九年正月嫁與遏必隆為妻，在崇德八年正月病故。第二位是和碩穎毅親王薩哈璘之女，可能在康熙六年病故。第三位是正白旗滿洲巴雅拉氏，而第四位則是舒舒覺羅氏，一般認為是側室。這四位妻妾共為遏必隆生育七子五女:235-236。
遏必隆的兒子大多官居高位，例如第三子法喀娶孝誠仁皇后胞妹赫舍里氏為繼妻，承襲一等公爵位、世管佐領，仕至內大臣；四子彥珠娶孝懿仁皇后胞妹佟佳氏為妻，承襲世管佐領，仕至頭等侍衛；五子富保娶首位旗人狀元總督麻勒吉之女瓜爾佳氏為妻，承襲世管佐領，仕至三等侍衛；六子音德娶總督董維國之女為妻，承襲一等公爵位、世管佐領，仕至領侍衛內大臣；七子阿靈阿娶孝恭仁皇后胞妹烏雅氏為妻，承襲一等公爵位、世管佐領，仕至領侍衛內大臣、理藩院尚書。由此可見，溫僖貴妃家族之門第以及與皇室錯綜複雜的血緣關係:236。